# Ataléia
Ataléia is een gemeente in de Braziliaanse deelstaat Minas Gerais. De gemeente telt 15.162 inwoners (schatting 2009).